# Olympische Sommerspiele 2016/Rudern – Vierer ohne Steuermann
Der Ruderwettbewerb im Vierer ohne Steuermann im Rahmen der Ruderregatta der Olympischen Sommerspiele 2016 in Rio de Janeiro wurde vom 7. bis 12. August 2016 in der Lagune Rodrigo de Freitas ausgetragen. 52 Athleten in 13 Mannschaften traten an.
Der Wettbewerb, der über die olympische Ruderdistanz von 2000 Metern ausgetragen wurde, begann mit drei Vorläufen mit jeweils vier oder fünf Mannschaften. Die jeweils erst-, zweit- und drittplatzierten Mannschaften der Vorläufe qualifizierten sich direkt für das Halbfinale, während die verbleibenden vier Mannschaften in den Hoffnungslauf mussten. Hier qualifizierten sich noch einmal die ersten drei Teams für das Halbfinale. In den beiden Läufen des Halbfinals qualifizierten sich jeweils die drei erstplatzierten Mannschaften für das Finale, während die viert- bis sechstplatzierten im B-Finale um Platz 7 bis 12 ruderten. Im Finale am 12. August kämpften sechs Mannschaften um olympische Medaillen.
Die jeweils für die nächste Runde qualifizierten Mannschaften sind hellgrün unterlegt.
Zum fünften Mal in Folge wurde der Wettbewerb im Vierer-ohne von einer britischen Mannschaft gewonnen, in der Alex Gregory, Constantine Louloudis, George Nash und Mohamed Sbihi ruderten. Im Vorjahr hatte ein anders besetztes Quartett aus Großbritannien überraschend nicht den Weltmeistertitel gewonnen, woraufhin die Briten ihre stärksten Ruderer im Vierer zusammenzogen um in diesem Wettbewerb unbedingt zu gewinnen. Aus der titelverteidigenden Mannschaft von London war jedoch nur Alex Gregory verblieben. Die Silbermedaille gewannen wie vier Jahre zuvor die Australier vor den Weltmeistern des Vorjahres aus Italien.

## Titelträger und Ausgangslage
| Olympiasieger (London 2012)             | Vereinigtes Königreich Alex Gregory, Peter Reed, Tom James, Andrew Triggs Hodge        |
| Weltmeister (Aiguebelette 2015)         | Italien Marco Di Costanzo, Matteo Castaldo, Matteo Lodo, Giuseppe Vicino               |
| Europameister (Brandenburg 2016)        | Vereinigtes Königreich Alex Gregory, Mohamed Sbihi, George Nash, Constantine Louloudis |
| Weltbestzeit (5:37,86 min, Luzern 2012) | Vereinigtes Königreich Alex Gregory, Peter Reed, Tom James, Andrew Triggs Hodge        |

## Teilnehmer
| Qualifikation                | Nation                 | Mannschaft                                                                       |
| ---------------------------- | ---------------------- | -------------------------------------------------------------------------------- |
| Weltmeisterschaften 2015     | Italien                | Matteo Castaldo Matteo Lodo Domenico Montrone Giuseppe Vicino                    |
| Weltmeisterschaften 2015     | Australien             | Joshua Booth Joshua Dunkley-Smith Alexander Hill William Lockwood                |
| Weltmeisterschaften 2015     | Vereinigtes Königreich | Alex Gregory Constantine Louloudis George Nash Mohamed Sbihi                     |
| Weltmeisterschaften 2015     | Kanada                 | Will Crothers Kai Langerfeld Conlin McCabe Tim Schrijver                         |
| Weltmeisterschaften 2015     | Deutschland            | Anton Braun Maximilian Korge Maximilian Planer Felix Wimberger                   |
| Weltmeisterschaften 2015     | Niederlande            | Harold Langen Peter van Schie Govert Viergever Vincent van der Want              |
| Weltmeisterschaften 2015     | Vereinigte Staaten     | Charlie Cole Henrik Rummel Matthew Miller Seth Weil                              |
| Weltmeisterschaften 2015     | Belarus                | Wadsim Ljalin Dsjanis Mihal Ihar Paschewitsch Mikalaj Scharlap                   |
| Weltmeisterschaften 2015     | Griechenland           | Dionysios Angelopoulos Ioannis Christou Giannis Tsilis Georgios Tziallas         |
| Weltmeisterschaften 2015     | Russland               | Anton Saruzki Artjom Kossow Wladislaw Rjabzew Nikita Morgatschow                 |
| Weltmeisterschaften 2015     | Rumänien               | Vlad-Dragoș Aicoboae Constantin Adam Marius-Vasile Cozmiuc Toader-Andrei Gontaru |
| Internationale Qualifikation | Südafrika              | David Hunt Jonathan Smith Vincent Breet Jake Green                               |
| Internationale Qualifikation | Frankreich             | Benjamin Lang Mickaël Marteau Théophile Onfroy Valentin Onfroy                   |

Für Russland waren zunächst Iwan Podschiwalow, Georgi Jefremenko, Semjon Jaganow und Daniil Andrijenko gemeldet. Podschiwalow wurde nach der Veröffentlichung des McLaren-Reports im Zuge der Staatsdopingaffäre in Russland wegen eines Dopingvergehens im Jahr 2007 nicht zum Start zugelassen. Jaganow und Andrijenko erhielten wie 15 andere russische Ruderer keine Starterlaubnis, weil sie zwischen 2011 und 2016 nicht in einem nicht-russischen Dopingtest untersucht wurden. Jefremenko war zwar als einer von sechs russischen Ruderern startberechtigt, er wurde dann aber im einzig verbliebenen Boot durch die angegebene Mannschaft ersetzt.

## Vorläufe
geplant am Sonntag, 7. August 2016, verschoben auf Montag, 8. August 2016

### Vorlauf 1
| Platz | Boot        | Besatzung                                  | Zeit (min) | Qualifikation |
| ----- | ----------- | ------------------------------------------ | ---------- | ------------- |
| 1     | Australien  | Booth, Dunkley-Smith, Hill, Lockwood       | 5:54,84    | Halbfinale    |
| 2     | Deutschland | Braun, Korge, Planer, Wimberger            | 5:59,74    | Halbfinale    |
| 3     | Niederlande | Langen, van Schie, Viergever, van der Want | 6:00,55    | Halbfinale    |
| 4     | Rumänien    | Aicoboae, Adam, Cozmiuc, Gontaru           | 6:02,56    | Hoffnungslauf |
| 5     | Russland    | Saruzki, Kossow, Rjabzew, Morgatschow      | 6:03,89    | Hoffnungslauf |

### Vorlauf 2
| Platz | Boot               | Besatzung                               | Zeit (min) | Qualifikation |
| ----- | ------------------ | --------------------------------------- | ---------- | ------------- |
| 1     | Italien            | Castaldo, Lodo, Montrone, Vicino        | 5:56,01    | Halbfinale    |
| 2     | Kanada             | Crothers, Langerfeld, McCabe, Schrijver | 5:58,26    | Halbfinale    |
| 3     | Vereinigte Staaten | Cole, Rummel, Miller, Weil              | 5:58,31    | Halbfinale    |
| 4     | Belarus            | Ljalin, Mihal, Paschewitsch, Scharlap   | 6:02,93    | Hoffnungslauf |

### Vorlauf 3
| Platz | Boot           | Besatzung                                | Zeit (min) | Qualifikation |
| ----- | -------------- | ---------------------------------------- | ---------- | ------------- |
| 1     | Großbritannien | Gregory, Louloudis, Nash, Sbihi          | 5:55,59    | Halbfinale    |
| 2     | Griechenland   | Angelopoulos, Christou, Tsilis, Tziallas | 5:59,65    | Halbfinale    |
| 3     | Frankreich     | Lang, Marteau, Onfroy, Onfroy            | 6:00,72    | Halbfinale    |
| 4     | Südafrika      | Hunt, Smith, Breet, Green                | 6:01,64    | Hoffnungslauf |

## Hoffnungslauf
geplant am Montag, 8. August 2016, verschoben auf Dienstag, 9. August 2016
| Platz | Boot      | Besatzung                             | Zeit (min) | Qualifikation |
| ----- | --------- | ------------------------------------- | ---------- | ------------- |
| 1     | Südafrika | Hunt, Smith, Breet, Green             | 6:34,97    | Halbfinale    |
| 2     | Belarus   | Ljalin, Mihal, Paschewitsch, Scharlap | 6:36,50    | Halbfinale    |
| 3     | Russland  | Saruzki, Kossow, Rjabzew, Morgatschow | 6:39,32    | Halbfinale    |
| 4     | Rumänien  | Aicoboae, Adam, Cozmiuc, Gontaru      | 6:39,64    | –             |

## Halbfinale
geplant am Mittwoch, 10. August 2016, verschoben auf Donnerstag, 11. August 2016

### Halbfinale 1
| Platz | Boot               | Besatzung                                | Zeit (min) | Qualifikation |
| ----- | ------------------ | ---------------------------------------- | ---------- | ------------- |
| 1     | Australien         | Booth, Dunkley-Smith, Hill, Lockwood     | 6:11,82    | Finale        |
| 2     | Südafrika          | Hunt, Smith, Breet, Green                | 6:15,22    | Finale        |
| 3     | Italien            | Castaldo, Lodo, Montrone, Vicino         | 6:16,54    | Finale        |
| 4     | Vereinigte Staaten | Cole, Rummel, Miller, Weil               | 6:19,08    | B-Finale      |
| 5     | Griechenland       | Angelopoulos, Christou, Tsilis, Tziallas | 6:24,04    | B-Finale      |
| 6     | Russland           | Saruzki, Kossow, Rjabzew, Morgatschow    | 6:24,89    | B-Finale      |

### Halbfinale 2
| Platz | Boot           | Besatzung                                  | Zeit (min) | Qualifikation |
| ----- | -------------- | ------------------------------------------ | ---------- | ------------- |
| 1     | Großbritannien | Gregory, Louloudis, Nash, Sbihi            | 6:17,13    | Finale        |
| 2     | Kanada         | Crothers, Langerfeld, McCabe, Schrijver    | 6:20,66    | Finale        |
| 3     | Niederlande    | Langen, van Schie, Viergever, van der Want | 6:21,04    | Finale        |
| 4     | Belarus        | Ljalin, Mihal, Paschewitsch, Scharlap      | 6:22,46    | B-Finale      |
| 5     | Frankreich     | Lang, Marteau, Onfroy, Onfroy              | 6:26,94    | B-Finale      |
| 6     | Deutschland    | Braun, Korge, Planer, Wimberger            | 6:35,90    | B-Finale      |

## Finale
Freitag, 12. August 2016

Anmerkung: Ermittlung der Plätze 1 bis 6
| Platz | Boot           | Besatzung                                  | Zeit (min) |
| ----- | -------------- | ------------------------------------------ | ---------- |
| 1     | Großbritannien | Gregory, Louloudis, Nash, Sbihi            | 5:58,61    |
| 2     | Australien     | Booth, Dunkley-Smith, Hill, Lockwood       | 6:00,44    |
| 3     | Italien        | Castaldo, Lodo, Montrone, Vicino           | 6:03,85    |
| 4     | Südafrika      | Hunt, Smith, Breet, Green                  | 6:05,80    |
| 5     | Niederlande    | Langen, van Schie, Viergever, van der Want | 6:08,38    |
| 6     | Kanada         | Crothers, Langerfeld, McCabe, Schrijver    | 6:15,93    |

### B-Finale
Anmerkung: Ermittlung der Plätze 7 bis 12
| Platz | Boot               | Besatzung                                | Zeit (min) |
| ----- | ------------------ | ---------------------------------------- | ---------- |
| 7     | Vereinigte Staaten | Cole, Rummel, Miller, Weil               | 5:59,20    |
| 8     | Griechenland       | Angelopoulos, Christou, Tsilis, Tziallas | 6:00,56    |
| 9     | Belarus            | Ljalin, Mihal, Paschewitsch, Scharlap    | 6:00,57    |
| 10    | Russland           | Saruzki, Kossow, Rjabzew, Morgatschow    | 6:02,09    |
| 11    | Frankreich         | Lang, Marteau, Onfroy, Onfroy            | 6:02,21    |
| 12    | Deutschland        | Braun, Korge, Planer, Wimberger          | 6:06,24    |

### Weiteres Klassement ohne Finals
| Platz | Boot     | Besatzung                        | Zeit (min) |
| ----- | -------- | -------------------------------- | ---------- |
| 13    | Rumänien | Aicoboae, Adam, Cozmiuc, Gontaru | –          |